# بلفلاور (میزوری)
بلفلاور (به انگلیسی: Bellflower) یک شهر در ایالات متحده آمریکا است که در شهرستان مونتگومری، میزوری واقع شده‌است. بلفلاور ۱٫۴۵ کیلومتر مربع مساحت و ۳۹۳ نفر جمعیت دارد و ۲۳۴ متر بالاتر از سطح دریا قرار دارد.